# Zabakuck
Zabakuck este o comună din landul Saxonia-Anhalt, Germania.